# Ricardo Lagos
Pour les articles homonymes, voir Lagos (homonymie).
Ricardo Froilán Lagos Escobar, né le 2 mars 1938 à Santiago, est un homme d'État chilien.
Il est président de la République du Chili du 11 mars 2000 au 11 mars 2006.

## Origines et carrière professionnelle
Son père, marié à sa mère à l’âge de 62 ans, meurt alors que Ricardo n'a que huit ans. Sa mère meurt en 2005 à l'âge de 108 ans.
Ricardo suit les cours de l’Instituto Nacional. Il y est élu président de l'Académie des lettres castillanes, et y fait la connaissance de Patricio Aylwin qui deviendra le premier président de la nouvelle démocratie chilienne en 1990. À l’âge de 16 ans, il intègre l’université du Chili en faculté de droit. Il fait ses premiers pas en politique entre 1955 et 1959 en tant que président du centre des élèves. En 1960, à 22 ans son mémoire « La concentration du pouvoir économique » reçoit la plus haute distinction et est édité à 5 reprises. 
Avocat, disposant d’une bourse de l’université Duke, il épouse Carmen Weber. Ensemble, ils partent étudier aux États-Unis pour deux ans ; ils auront deux enfants. En 1964, ils sont de retour au Chili où ils divorcent. Il intègre la faculté d’Économie de l’université du Chili puis en 1967, il devient directeur de l’École des sciences politiques et administratives. Il en devient le secrétaire général en 1967. 
En 1969, il fait la connaissance de Luisa Durán, qu'il épouse en 1971. En 1975, naît Francisca. Durant les années 1970, il est directeur du conseil latino-américain des sciences sociales et professeur à l’Institut des études latino-américaines de l’université de Caroline du Nord aux États-Unis. Il est titulaire d'un doctorat de université Duke. 
Depuis les années 1990, Ricardo Lagos a une résidence secondaire à Caleu.

## Parcours politique

### Débuts
D’un point de vue politique, il ne se considère pas comme socialiste, mais comme un indépendant de gauche. En 1972, le président Salvador Allende le nomme ambassadeur à Moscou, mais sa nomination n’est pas approuvée par le Congrès national. Il se retrouve néanmoins ambassadeur lors de la XXVIe assemblée générale de l'ONU.
Après le coup d'État de 1973, il s'exile, mais revient au pays en 1978. Pendant les années de la dictature de Augusto Pinochet, il œuvre pour le retour de la démocratie. Il devient président de l’Alliance démocratique, alliance qui regroupe la majeure partie des partis démocratiques opposés à la dictature. Inquiet par la crise économique que vit le Chili et les divisions internes, préoccupé par son pays, il quitte ses fonctions auprès des Nations unies. C’est ainsi qu’en décembre 1983, il devient le président de l’Alliance démocratique. Il lance l’idée de construire un mouvement qui puisse réunir tous les démocrates. C’est dans le sillon de son discours que naissent le PPD (Parti pour la démocratie) et le Regroupement des Partis pour la démocratie. Le 7 septembre 1986, à la suite de l’attentat perpétré contre Pinochet, il doit subir plusieurs interrogatoires des services secrets. Bénéficiant d'un soutien international, il est libéré après dix-neuf jours de détention.

### Campagne plébiscitaire de 1988
À la veille du plébiscite d’octobre 1988, il sillonne le pays pour inviter la population à voter NO (non). Ce plébiscite, en cas de victoire du Oui aurait permis à Augusto Pinochet de rester au pouvoir pour une nouvelle période de huit ans, mais élu — des élections étaient prévues par la Constitution en 1989.
Lors d’une émission télévisée en direct, il lève l’index et face aux caméras lance le message suivant à l’attention de Pinochet : « Le général Pinochet n’a pas été clair avec le pays. En premier lieu, vous avez dit, général Pinochet, qu’il y avait ici des buts et non des délais. Après cela, général Pinochet, vous avez eu les délais et vous avez instauré la constitution de 1980. Je vais vous rappeler, général Pinochet, que le jour du plébiscite de 1980 vous avez dit que le président Pinochet ne serait pas candidat en 1989. La caméra me filme, je l’espère. Et à présent, vous promettez au pays huit autres années de tortures, d’assassinats, de violations des droits de l’homme. Il me semble inadmissible d'avoir une aussi grande ambition de pouvoir. Prétendre rester 25 ans au pouvoir… »

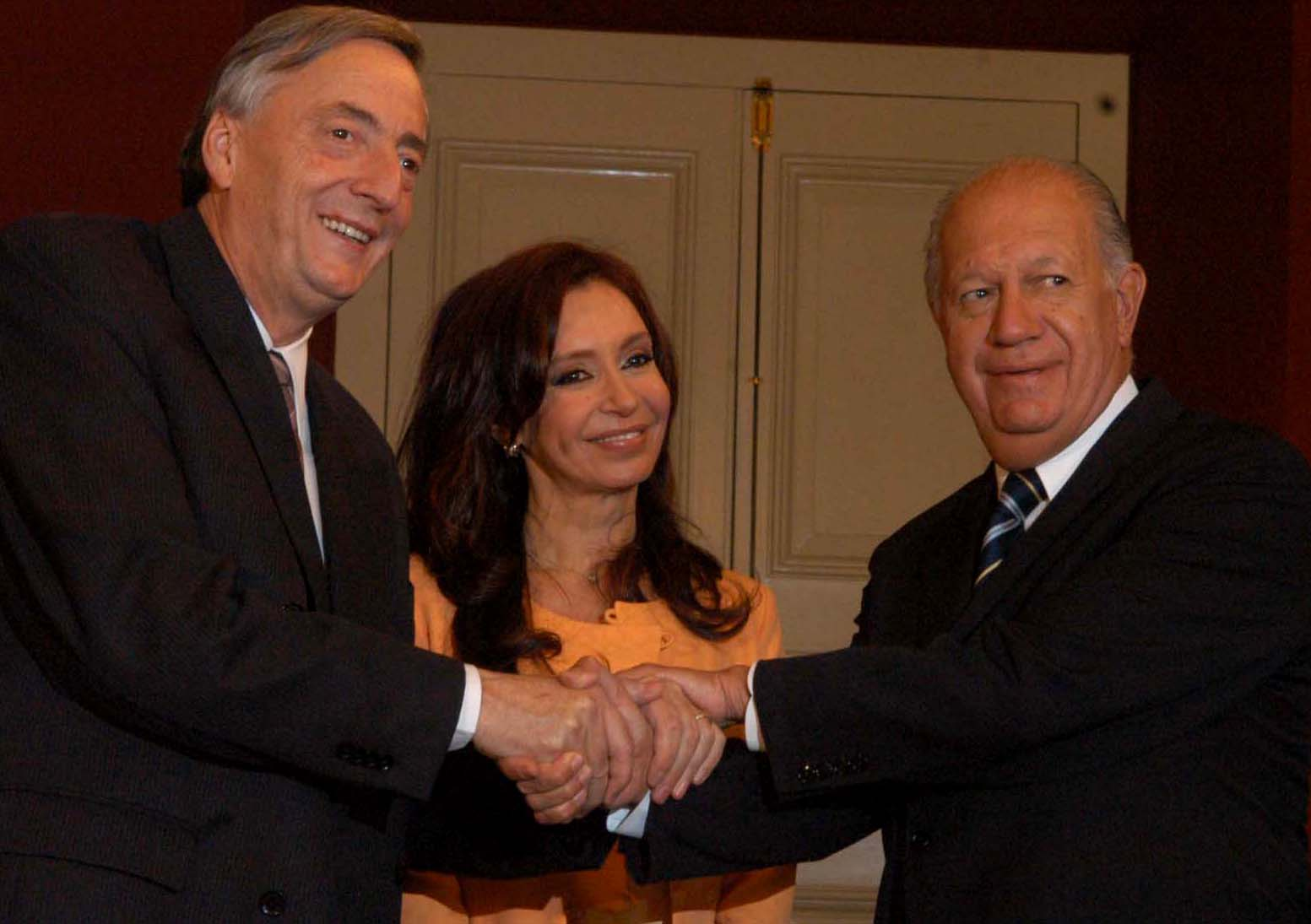
Néstor Kirchner, Cristina Fernández de Kirchner et Ricardo Lagos.

Le 5 octobre 1988, le non l’emporte par 57,8 % des voix exprimées. Le triomphe du non semble lui ouvrir les portes pour une possible candidature présidentielle, mais il appuie la candidature de Patricio Aylwin et convainc la gauche de voter pour lui. Sous la présidence d'Aylwin, il devient ministre de l’Éducation et lance une réforme de décentralisation de l’éducation. Il lance ainsi plusieurs projets pour aider les écoles les plus défavorisées du pays avec l’aide de la Banque mondiale. 
En 1993, il ne peut se lancer dans la course à la présidence, car la coalition choisit Eduardo Frei Ruiz-Tagle — qui deviendra président en 1994. Ce dernier le nomme ministre des Travaux publics. Ricardo Lagos lance alors un système de concessions permettant la construction d’œuvres de génie civil à travers tout le pays avec la participation du secteur privé.

### Campagne présidentielle de 1999
Lors de la campagne présidentielle de 1999, il est opposé à Joaquín Lavín, chef de l'UDI, le parti pro-Pinochet. Le premier tour des élections présente une situation inattendue pour le pays, aucun candidat n’ayant atteint la majorité absolue. Le 16 janvier 2000, a donc lieu le second tour des élections — chose qui n’avait jamais eu lieu au Chili. Avec 51,31 %, Ricardo Lagos est élu Président du Chili, il l'emporte avec une avance de deux cent mille voix sur 7,2 millions de suffrages. Le 11 mars 2000, à Valparaiso, entre les murs du congrès a lieu l’investiture, Ricardo Lagos devient président du Chili, le premier président socialiste depuis la victoire de Salvador Allende en 1970. Pinochet retenu à Londres, les représentants de la droite assurent que « C'est un cadeau de l'Internationale socialiste à la gauche chilienne ». Lors de son discours d'investiture, il clame : « Notre victoire est juste et merveilleuse, mais ce n'est une défaite pour personne. (…) Je serai le président de tous les Chiliens ».

## Président du Chili
En tant que président du Chili, Ricardo Lagos mène une politique libérale s'alignant en partie sur le consensus de Washington. La priorité de sa coalition de gauche est de sortir le pays de sa récession, pariant sur un retour de la croissance à 5 ou 6 % dès la première année, grâce à l'économie de marché, mais régulée par l'État.
Concernant la transition démocratique, s'adressant à la foule rassemblée face au palais de la Moneda scandant : « Jugement !… Jugement !… », il déclare : « Je n'oublierai pas le passé, mais mes yeux sont tournés vers le futur ». Son prédécesseur, Eduardo Frei avait réclamé le retour de Pinochet, pour des raisons humanitaires, pour éviter des désordres politiques, mais aussi pour défendre l'honneur de la justice chilienne « seule, apte à juger un cas chilien ». Ricardo Lagos met en place la Commission Valech, qui rendra public en 2004 son rapport sur la torture sous Pinochet. 
Il est remplacé lors de l'élection présidentielle de 2006 par Michelle Bachelet.